# Aktionsprogramm Ruhr
Das Aktionsprogramm Ruhr war ein strukturpolitisches Maßnahmenprogramm der Landesregierung von Nordrhein-Westfalen (Kabinett Rau I) für das Ruhrgebiet.

## Geschichte

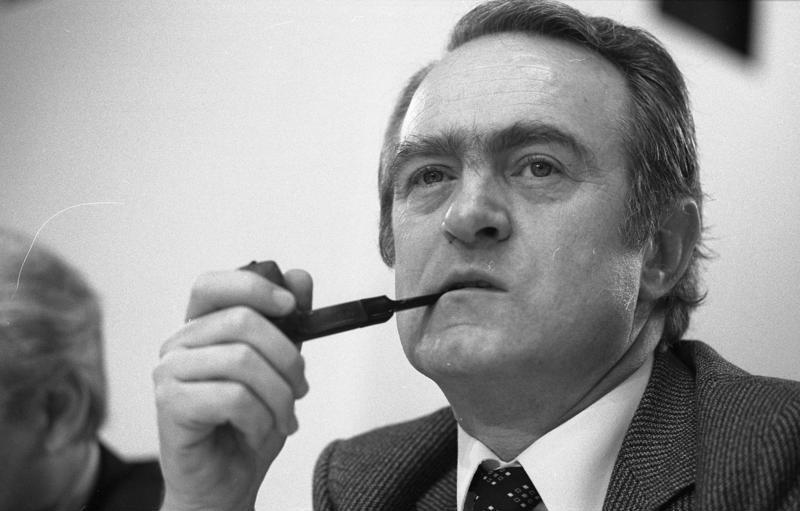
Johannes Rau, 1978

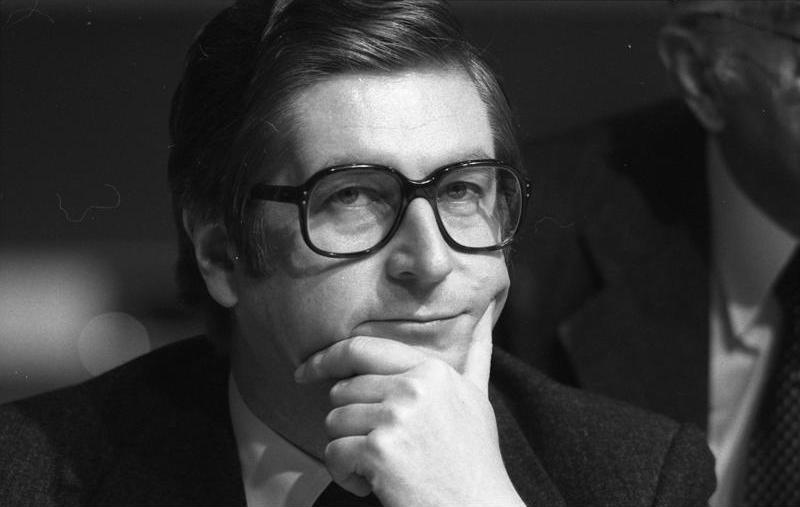
Horst Ludwig Riemer, 1978

Akute Strukturprobleme des Ruhrgebiets veranlassten die von Ministerpräsident Johannes Rau (SPD) und Wirtschaftsminister Horst Ludwig Riemer (FDP) geführte Landesregierung, nach einer „Ruhrkonferenz“ am 8. und 9. Mai 1979 in Castrop-Rauxel im September 1979 das Aktionsprogramm Ruhr als begrenzte Sonderhilfe für das Ruhrgebiet aus Finanzmitteln des Landes und des Bundes den an der „Ruhrkonferenz“ Beteiligten und dem Landtag Nordrhein-Westfalen vorzulegen.
Während die Abhängigkeit des Ruhrgebiets von der Montanindustrie andauerte – noch 37 Prozent der Erwerbstätigen des Reviers waren Ende der 1970er Jahre in diesem stark subventionierten Sektor beschäftigt – war es 1973/1974 zur Ölpreiskrise gekommen, die ab 1975 als Stahlflaute besonders stark auf die Stahlbranche des Ruhrgebiets durchschlug. In der Folge schwächte sich das Wirtschaftswachstum im Ruhrgebiet ab, so dass dort die Arbeitslosigkeit in bedrückendem Maße auf ein Niveau oberhalb des Landes- und Bundesdurchschnitts anstieg. Zur im Revier besonders hohen Zahl der Arbeitssuchenden aus „schwer vermittelbaren Problemgruppen“ kam die hohe Zahl der Arbeitssuchenden aus der Gruppe der in das Erwerbsleben Eintretenden, insbesondere aus den „geburtenstarken Jahrgängen“. Deutlich war den Initiatoren des Programms auch, dass das Ruhrgebiet als altindustriell geprägter Raum nicht die Wohn- und Lebensqualität anderer Wirtschaftszentren der Bundesrepublik erreichte.
Wie auch frühere strukturpolitische Interventionen Nordrhein-Westfalens, das Entwicklungsprogramm Ruhr (1968) und das Nordrhein-Westfalen-Programm (1970), hatte das Aktionsprogramm Ruhr den Charakter eines umfassenden, von der Landesregierung entwickelten und implementierten Modernisierungsprogramms. Neue Ansätze nordrhein-westfälischer Strukturpolitik stellten demgegenüber die spätere Einführung der „regionalisierten Strukturpolitik“, die Internationale Bauausstellung Emscher Park, die sogenannte „Gründungsoffensive“ und die Versuche zur Stärkung regionaler Produktionsverbünde („Cluster“) im Rahmen von „Brancheninitiativen“ dar. Im historischen Kontext der verschiedenen Phasen nordrhein-westfälischer Strukturpolitik wird das Aktionsprogramm Ruhr als eine „Phase der Neo-Industrialisierung“ beschrieben, in der die Landesregierung die Zukunft des Ruhrgebiets nicht in einer Überwindung der montanindustriellen Monostruktur durch Diversifizierung sah, sondern in deren Fortsetzung durch den Versuch einer Modernisierung.
Als erster Versuch einer regionalen Integration unterschiedlicher Politikfelder war das Aktionsprogramm Ruhr die bis dahin bundesweit avancierteste regionalpolitische Initiative und das größte regionale Förderprogramm der alten Bundesrepublik. Wissenschaftliche Auswertungen zeigten bis 1993 auf, dass das Programm „verhältnismäßig ineffektiv“ geblieben war:

„Insgesamt stellte das Aktionsprogramm zwar ein zukunftsweisendes Politikkonzept dar, aber die begrenzte Realisierbarkeit des integrierten regionalpolitischen Ansatzes wurde im Zuge der Evaluierung deutlich herausgearbeitet (…). Ausschlaggebend dafür waren einerseits Veränderungsbarrieren innerhalb des Ruhrgebiets, wie etwa die zersplitterten Planungskompetenzen, die einseitige Unternehmensstruktur, fehlende Gewerbeflächen und die kommunale Konkurrenz. Ein zweites konzeptionelles Grundproblem, der Widerspruch zwischen dem breiten Ansatz der Maßnahmen und gleichzeitig notwendiger Mittelkonzentration, erschwerte die Umsetzung des Programms (…). Zudem wurde es in seinen Effekten durch die einsetzende, weltweite Konjunkturkrise überlagert, und konnte so nicht die erhofften Wirkungen entfalten. Deutlich traten schließlich in der Umsetzung auch die finanziellen Grenzen des integrierten Ansatzes zu Tage. Die hohen Kosten des Programms signalisierten angesichts enger werdender finanzieller Spielräume des Landes eine absolute Eingriffsgrenze. Eine Neuorientierung des Wirtschaftsgefüges gelang durch das Programm insgesamt nicht. Ebensowenig konnte ein Durchbruch im Arbeitsmarktbereich erzielt werden; die regional konzentrierten Arbeitsmarktprobleme blieben in unverminderter Härte bestehen.“

Bei den Beratungen des 8. Landtags Nordrhein-Westfalen zum Haushaltsplan 1980 im Oktober 1979 war das Aktionsprogramm Ruhr wegen der erforderlichen Kreditaufnahmen ein Thema. Der Haushaltsplan sah – nicht zuletzt wegen der infolge des Aktionsprogramms Ruhr aufzunehmenden Kredite – eine Netto-Neuverschuldung von 7,6 Milliarden DM und einen Anstieg des Haushaltsvolumens um 5,4 Prozent vor. Der Abgeordnete Theodor Schwefer (CDU) kritisierte in den Haushaltsberatungen die Struktur- und Wirtschaftspolitik der sozialliberalen Landesregierung: Die Fördersumme für Kraftwerkssanierungen im Aktionsprogramm Ruhr beruhe nicht auf ausgereiften Planungen, die in diesem Programm auftauchende Idee des Grundstücksfonds sei vom Aktionsprogramm Ruhr der CDU-Fraktion „ganz einfach abgeschrieben“ worden und die Konferenz in Castrop-Rauxel habe sich „bei näherem Hinsehen als ein Komödchen entpuppt.“ Zur Wirtschafts- und Sozialstruktur des Landes meinte er: „Die Praxis zeigt mit aller Deutlichkeit, daß die Schwerindustrie und die großen Unternehmen [im Ruhrgebiet] offenbar einen weniger günstigen Einfluß auf den Arbeitsmarkt haben als die ausgeprägt mittelständisch orientierte Industrie in anderen Teilen des Landes.“ Damit die großen Unternehmen zulasten des wirtschaftlichen und sozialen Gefüges nicht immer größer und mächtiger würden, forderte er eine Verbesserung der staatlichen Hilfen für die mittelständische Wirtschaft.

## Ziele und Maßnahmen
Als Oberziele bzw. Maßnahmenfelder formulierte die Landesregierung Nordrhein-Westfalen in dem Aktionsprogramm Ruhr folgende Themen:
- „Bekämpfung der Arbeitslosigkeit und Verbesserung der Bildung und Ausbildung
- Zukunftsweisende Technologien und Innovationen
- Stadterneuerung, Verbesserung des Wohnumfeldes, Sportförderung
- Umweltschutz für ein modernes Industriegebiet
- Das Ruhrgebiet muß das energiewirtschaftliche Zentrum der Bundesrepublik bleiben
- Stärkung der Investitionskraft
- Kulturelles Leben im Ruhrgebiet“

Zur Konkretisierung benannte die Landesregierung folgende Handlungsfelder:
- Maßnahmen der beruflichen Qualifikation, Einrichtung von Beratungs- und Betreuungsdiensten in „sozialen Brennpunkten“ über Arbeitsbeschaffungsmaßnahmen und Lohnkostenzuschüsse
- Schaffung von Zeitarbeitsplätzen mit Bildungsangeboten
- Einrichtung von Zentren für schwer vermittelbare Arbeitslose
- Ausbau von Hauptschulen zu Ganztagsschulen
- Einrichtung regionaler Schulberatungsstellen und von drei Berufsinformationszentren
- Ausbau des beruflichen Schulwesens
- Einrichtung einer Sonderausbildungsstätte für Jugendliche in Herne
- Einrichtung regionaler Arbeitsstellen für ausländische Kinder und Jugendliche
- Errichtung eines Instituts für Arbeiterbildung in Recklinghausen
- Errichtung einer zentralen Berufsschule für Landesfachklassen in Gelsenkirchen
- Errichtung einer Justizfortbildungsstätte in Recklinghausen
- Errichtung eines Zentralkrankenhauses für den Strafvollzug in Bochum sowie anderer Einrichtungen der Justiz in Hamm-Heessen und Duisburg
- Ergänzung von Technologieprogrammen des Landes Nordrhein-Westfalen um einen Teil „Kohle und Stahl“ zur Förderung technischer Entwicklungen im Bereich der Eisen- und Stahlindustrie in Höhe von 250 Millionen DM
- Gründung eines Forschungszentrums für Schwerölgewinnung in Gelsenkirchen
- Entwicklung eines Hänge-Bahn-Projekts an der Universität Dortmund
- Bildung eines gemeinsamen Förderungsschwerpunkts Mikro- und Messelektronik in Dortmund und Duisburg
- Ansiedlung weiterer Forschungsinstitute im Ruhrgebiet
- Förderung weiterer Forschungsprojekte im Ruhrgebiet
- Förderung internationaler Hochschulpartnerschaften
- Schaffung von Beratungsstellen im Rahmen des Modellversuchs „Innovationsförderung und Technologie-Transfer-Zentrum der Hochschulen des Ruhrgebiets“
- Errichtung eines Landesinstituts für Arabische, Chinesische und Japanische Sprache mit Hauptsitz in Bochum
- Errichtung eines Bundeszentrums zur Humanisierung des Arbeitslebens mit Sitz in Bochum
- Errichtung einer „Deutschen Ständigen Arbeitsschutzausstellung“
- Einrichtung eines Grundstücksfonds „Ruhr“ in Höhe von 500 Millionen DM zur Aktivierung von Grundstücken, insbesondere von Verkehrs-, Zechen- und Industriebrachen, die geeignet sind, zur Wohnumfeldverbesserung beizutragen, Investitionen ins Ruhrgebiet zu lenken sowie der „Zersiedelung der Ruhrgebietsrandgemeinden“ und dem „Ausbluten des Ballungskerns“ entgegenzuwirken
- Förderung der gewerblichen Wirtschaft bei Sicherungsvorkehrungen gegen bergbauliche Einwirkungen und zur Finanzierung von Bergschäden
- Einrichtung eines Programms zur Wohnungssanierung
- Einrichtung eines Programms zur Wohnumfeldverbesserung, insbesondere in Stadt- und Stadtteilzentren sowie Arbeitersiedlungen, zur Schaffung von Grünflächen und Erholungsanlagen, zur Verlagerung störender Gewerbebetriebe, zur Einrichtung von Fußgängerbereichen und zum Bau von Parkhäusern und Tiefgaragen
- Förderung von Maßnahmen zur Verkehrsberuhigung
- Förderung des Projekts „Sport im Ruhrgebiet“ zur Ermittlung und Erprobung von Sportfördermaßnahmen im Hinblick auf „die mangelnde sportliche Aktivität der Bevölkerung“
- Errichtung und Ausbau von Sportstätten zur „Anhebung der Sportstätten-Grundversorgung“ auf das Landesniveau
- Errichtung von Sportstätten für den Leistungssport
- Ausbau von Stadien in Bottrop, Duisburg-Wedau, Herne, Oberhausen und Recklinghausen
- Verlängerung der steuerlichen Abschreibung von Umweltschutzvorhaben (§ 7 d EStG[5])
- Förderung von Anlagen der Sekundärentstaubung in Hütten- und Stahlwerken
- Förderung von Entschwefelungsanlagen
- Förderung umwelttechnischer Verbesserungen in Kokereien und Anlagen der chemischen Industrie
- Aufstellung von Lärmminderungsplänen und Bereitstellung entsprechender Förderungsmittel
- Durchführung von Maßnahmen zur Erhaltung und Entwicklung der Landschaft als landschaftspflegerische Pilotprojekte
- Ankauf und Sanierung von Waldflächen
- Entschlammung von Wasserflächen
- Förderung eines Pilotprojektes zur Nutzung von Abwärme für den Unterglas-Gartenbau und die Fischzucht
- Finanzierung eines Kraftwerkssanierungsprogramms 1980–1985 in Höhe von 660 Millionen DM
- Bau des Kohlekraftwerks Voerde
- Ausbau der Fernwärmeversorgung in Höhe von 300 Millionen DM
- Fortschreibung des „Technologie-Programms Energie“ mit Mitteln in Höhe von 289,9 Millionen DM (Maßnahmen des Kohlenbergbaus, der Grubensicherheit und des Gesundheitsschutzes der Bergleute, zur Weiterentwicklung eines Hochtemperatur-Reaktors, der Nutzung nuklearer Prozesswärme, von Kohleveredelungsverfahren sowie der rationellen Nutzung von Energie und Energierohstoffen)
- Finanzierung von Forschungen zum umweltfreundlichen Kohleeinsatz
- Finanzierung von Landesmaßnahmen zur regionalen Wirtschaftsförderung in Höhe von 330 Millionen DM
- Ausbau des Kanalnetzes
- Anhebung der nicht-objektgebundenen Investitionspauschale des Landes an die Gemeinden unter Änderung des Verteilungsmodus (Verteilung je zur Hälfte nach Einwohnerzahl und Strukturkomponente „Arbeitslosigkeit“), um dadurch die Ruhrgebietsgemeinden zusätzlich zu stützen
- Zuschuss des Landes bei der Einrichtung eines ständigen Ensembles der Ruhrfestspiele Recklinghausen
- Förderung von Kinder- und Jugendtheatern
- Förderung des Adolf-Grimme-Instituts in Marl
- Förderung von Schulbibliotheken
- Förderung von Museen und Ausstellungen
- Förderung der Instandsetzungsmaßnahmen an Baudenkmälern

## Zeit- und Finanzrahmen
Das Aktionsprogramm Ruhr war für den Zeitraum 1980 bis 1984 geplant. Erste Maßnahmen waren allerdings schon 1979 angelaufen. Das Gesamtvolumen belief sich auf Sonderhilfen des Landes und des Bundes in Höhe rund 6,9 Milliarden DM. 77,4 Prozent dieses Volumens sollte das Land Nordrhein-Westfalen aus Steuermitteln und aus Kreditaufnahmen finanzieren.